# Arrondissement de Cherbourg
L'arrondissement de Cherbourg est une division administrative française, située dans le département de la Manche et la région Normandie.
Il constitue avec l'arrondissement d'Avranches, l'arrondissement de Coutances et l'arrondissement de Saint-Lô, l'un des quatre arrondissements du département.

## Historique
Le 12 août 1789, une « pétition des habitants de Cherbourg, de la Hague et du Val de Cères » réclame la création d'un arrondissement à Cherbourg.
L'arrondissement est créé le 19 juillet 1811 sur décision de Napoléon Ier. Il est formé des cantons de Cherbourg, Beaumont, Octeville, Les Pieux et Saint-Pierre-Église par scission de l'arrondissement de Valognes.
Les autres cantons de l'arrondissement de Valognes sont intégrés à celui de Cherbourg en 1926 pour cinq d'entre eux, et entre 1960 et 1965 (date à préciser) pour le canton de Barneville-Carteret et le canton de Saint-Sauveur-le-Vicomte pris à l'arrondissement de Coutances qui les avait intégrés en 1926. Globalement, l'arrondissement d'origine est reconstitué, mais son chef-lieu est passé de Valognes à Cherbourg-Octeville.
En décembre 2015, les communes de Angoville-au-Plain et Houesville sont intégrées à l’arrondissement de Saint-Lô pour clarifier administrativement la commune nouvelle de Carentan-les-Marais. Il en est de même des trois communes de l'arrondissement de Coutances intégrées à la commune nouvelle de Picauville en janvier 2016 : Cretteville, Houtteville et Vindefontaine, qui rejoignent leur commune chef-lieu dans l'arrondissement de Cherbourg.
Le 1er janvier 2017, à la suite de la réforme des collectivités territoriales, les périmètres des arrondissements de la Manche sont modifiés par arrêté du 13 décembre 2016. L'arrondissement de Coutances cède les communes de Canville-la-Rocque et Denneville à l'arrondissement de Cherbourg.

## Composition

### Composition avant 2016
Jusqu'en décembre 2015, l'arrondissement était composé des communes des quinze anciens cantons suivants :
- canton de Barneville-Carteret ;
- canton de Beaumont-Hague ;
- canton de Bricquebec ;
- canton de Cherbourg-Octeville-Nord-Ouest ;
- canton de Cherbourg-Octeville-Sud-Est ;
- canton de Cherbourg-Octeville-Sud-Ouest ;
- canton d'Équeurdreville-Hainneville ;
- canton des Pieux ;
- canton de Montebourg ;
- canton de Quettehou ;
- canton de Saint-Pierre-Église ;
- canton de Saint-Sauveur-le-Vicomte ;
- canton de Sainte-Mère-Église ;
- canton de Tourlaville ;
- canton de Valognes.

### Découpage communal depuis 2015
Depuis 2015, le nombre de communes des arrondissements varie chaque année soit du fait du redécoupage cantonal de 2014 qui a conduit à l'ajustement de périmètres de certains arrondissements, soit à la suite de la création de communes nouvelles. Le nombre de communes de l'arrondissement de Cherbourg est ainsi de 189 en 2015, 168 en 2016, 151 en 2017 et 144 en 2019.
Au 1er janvier 2024, l'arrondissement groupe les 144 communes suivantes :
1. Anneville-en-Saire
2. Audouville-la-Hubert
3. Aumeville-Lestre
4. Azeville
5. Barfleur
6. Barneville-Carteret
7. Baubigny
8. Benoîtville
9. Besneville
10. Beuzeville-la-Bastille
11. Biniville
12. Blosville
13. La Bonneville
14. Boutteville
15. Bretteville
16. Breuville
17. Bricquebec-en-Cotentin
18. Bricquebosq
19. Brillevast
20. Brix
21. Canteloup
22. Canville-la-Rocque
23. Carneville
24. Catteville
25. Cherbourg-en-Cotentin
26. Clitourps
27. Colomby
28. Couville
29. Crasville
30. Crosville-sur-Douve
31. Digosville
32. Écausseville
33. Émondeville
34. Éroudeville
35. L'Étang-Bertrand
36. Étienville
37. Fermanville
38. Fierville-les-Mines
39. Flamanville
40. Flottemanville
41. Fontenay-sur-Mer
42. Fresville
43. Gatteville-le-Phare
44. Golleville
45. Gonneville-Le Theil
46. Grosville
47. La Hague
48. Le Ham
49. Hardinvast
50. Hautteville-Bocage
51. La Haye-d'Ectot
52. Héauville
53. Helleville
54. Hémevez
55. Hiesville
56. Huberville
57. Joganville
58. Lestre
59. Liesville-sur-Douve
60. Lieusaint
61. Magneville
62. Martinvast
63. Maupertus-sur-Mer
64. Le Mesnil
65. Le Mesnil-au-Val
66. Les Moitiers-d'Allonne
67. Montaigu-la-Brisette
68. Montebourg
69. Montfarville
70. Morville
71. Négreville
72. Néhou
73. Neuville-au-Plain
74. Neuville-en-Beaumont
75. Nouainville
76. Octeville-l'Avenel
77. Orglandes
78. Ozeville
79. La Pernelle
80. Picauville
81. Pierreville
82. Les Pieux
83. Port-Bail-sur-Mer
84. Quettehou
85. Quinéville
86. Rauville-la-Bigot
87. Rauville-la-Place
88. Reigneville-Bocage
89. Réville
90. Rocheville
91. Le Rozel
92. Saint-Christophe-du-Foc
93. Sainte-Colombe
94. Saint-Cyr
95. Saint-Floxel
96. Sainte-Geneviève
97. Saint-Georges-de-la-Rivière
98. Saint-Germain-de-Tournebut
99. Saint-Germain-de-Varreville
100. Saint-Germain-le-Gaillard
101. Saint-Jacques-de-Néhou
102. Saint-Jean-de-la-Rivière
103. Saint-Joseph
104. Saint-Marcouf
105. Sainte-Marie-du-Mont
106. Saint-Martin-d'Audouville
107. Saint-Martin-de-Varreville
108. Saint-Martin-le-Gréard
109. Saint-Maurice-en-Cotentin
110. Sainte-Mère-Église
111. Saint-Pierre-d'Arthéglise
112. Saint-Pierre-Église
113. Saint-Sauveur-le-Vicomte
114. Saint-Vaast-la-Hougue
115. Saussemesnil
116. Sébeville
117. Sénoville
118. Sideville
119. Siouville-Hague
120. Sortosville
121. Sortosville-en-Beaumont
122. Sottevast
123. Sotteville
124. Surtainville
125. Taillepied
126. Tamerville
127. Teurthéville-Bocage
128. Teurthéville-Hague
129. Théville
130. Tocqueville
131. Tollevast
132. Tréauville
133. Turqueville
134. Urville
135. Valcanville
136. Valognes
137. Varouville
138. Le Vast
139. Vaudreville
140. Le Vicel
141. Vicq-sur-Mer
142. Videcosville
143. Virandeville
144. Yvetot-Bocage

## Démographie
En 2022, l'arrondissement comptait 187 300 habitants.
| 1968    | 1975    | 1982    | 1990    | 1999    | 2006    | 2011    | 2016    | 2021    |
| ------- | ------- | ------- | ------- | ------- | ------- | ------- | ------- | ------- |
| 163 899 | 163 670 | 175 056 | 191 920 | 191 270 | 191 221 | 190 855 | 189 928 | 186 735 |

| 2022    | - | - | - | - | - | - | - | - |
| ------- | - | - | - | - | - | - | - | - |
| 187 300 | - | - | - | - | - | - | - | - |

## Sous-préfets
| Période                     | Période          | Identité                        | Fonction précédente                                                                      | Observation                                                                                           |
| --------------------------- | ---------------- | ------------------------------- | ---------------------------------------------------------------------------------------- | --- |
|                             |                  |                                 |                                                                                          | |
| 11 octobre 1815             | 19 juillet 1820  | Louis des Rotours de Chaulieu   | Conseiller de préfecture de la Manche                                                    | Nommé préfet du Finistère                                                                             |
|                             |                  |                                 |                                                                                          | |
| 29 juin 1823                | 2 avril 1830     | Charles de Frotté               | Député de l'Orne en 1815                                                                 | Nommé préfet de la Creuse                                                                             |
|                             |                  |                                 |                                                                                          | |
| 13 septembre 1870           | 1er février 1871 | Henry Amiard                    | Avocat à Saint-Lô                                                                        | Révoqué                                                                                               |
|                             |                  |                                 |                                                                                          | |
| 28 mai 1873                 | 16 décembre 1874 | Marie-Maurice Larnac            | Secrétaire général de la préfecture du Calvados                                          | Nommé préfet de l'Orne                                                                                |
|                             |                  |                                 |                                                                                          | |
| 21 février 1877             | 23 mai 1877      | Louis Fontaine                  | Sous-préfet de Saint-Nazaire                                                             | Révqué à la Crise du 16 mai 1877                                                                      |
|                             |                  |                                 |                                                                                          | |
| 30 décembre 1877            | 13 juin 1882     | Paul de Beuverand de la Loyère  |                                                                                          | Nommé sous-préfet de Toulon                                                                           |
| 13 juin 1882                | 28 novembre 1885 | Émile Hélitas                   | Sous-préfet d'Aubusson                                                                   | Nommé préfet de la Haute-Loire                                                                        |
| 19 décembre 1885            | 8 juin 1891      | Antony Martinet                 | Secrétaire général de la préfecture d'Indre-et-Loire                                     | Nommé commissaire du gouvernement près le conseil de préfecture de la Seine                           |
| 8 juin 1891                 | 23 mai 1896      | Gaston Diény                    | Secrétaire général de la préfecture du Doubs                                             | Nommé préfet de l'Aude                                                                                |
| 23 mai 1896                 | 12 octobre 1901  | Oscar Leménicier                | Sous-préfet d'Avranches                                                                  | Nommé préfet de la Haute-Marne                                                                        |
| 12 octobre 1901             | 16 juillet 1906  | Jacques Dupré                   | Sous-préfet de Montbrison                                                                | Nommé préfet des Basses-Alpes                                                                         |
| 16 juillet 1906             | 3 octobre 1910   | Robert Leneveu                  | Sous-préfet de Bayeux (1899-1906)                                                        | Nommé préfet des Hautes-Alpes                                                                         |
| 3 octobre 1910              | 16 mars 1918     | Antoine Nectoux                 | Sous-préfet de Lapalisse                                                                 | Mis en disponibilité sur sa demande                                                                   |
| 16 mars 1918                | 13 décembre 1927 | Marcel Grégoire                 | Sous-préfet de Coutances                                                                 | Nommé préfet de la Savoie                                                                             |
| 13 décembre 1927            | 1er juin 1940    | Maurice Luchaire                | Attaché à la préfecture de Seine-et-Marne                                                | Retraite                                                                                              |
| 30 octobre 1940             | 14 novembre 1941 | Louis Just                      | Secrétaire général de la préfecture de Seine-et-Oise pour la police                      | Nommé préfet délégué à Châlons-sur-Marne. Non installé (décédé).                                      |
|                             |                  |                                 |                                                                                          | |
| 15 avril 1942               | 23 mai 1942      | Louis Dupiech                   | Secrétaire général de la préfecture de la Seine-et-Marne                                 | Nommé préfet de la Meuse                                                                              |
|                             |                  |                                 |                                                                                          | |
| juin 1942                   | mars 1944        | Lionel Audigier († 6 juin 1944) |                                                                                          | Arrêté par la Gestapo le 14 mars 1944. Square Lionel-Audigier à sa mémoire de membre de la résistance |
| 8 février 1944 (pour ordre) |                  | Raymond Jacquet                 | Sous-préfet d'Avranches                                                                  | En expectative, à l'administration centrale                                                           |
| mars 1944                   | juin 1944        | Francis Bourdin                 |                                                                                          | |
| 28 juin 1944                | 11 janvier 1945  | Lucien Levandier                | chef de groupe de la résistance locale                                                   | |
| 11 janvier 1945             | 18 décembre 1946 | Georges Moulins                 | Sous-préfet d'Aix-en-Provence                                                            | Nommé chef de cabinet du sous-secrétaire d'État à la reconstruction René Schmitt                      |
|                             |                  |                                 |                                                                                          | |
| 2 juin 1948                 | 27 janvier 1958  | René Dijoud                     | Sous-préfet d'Aubusson                                                                   | Nommé secrétaire général de la préfecture du Pas-de-Calais                                            |
| 5 décembre 1958             | 24 mars 1960     | Francis Laborde                 | Sous-préfet de Saumur                                                                    | Nommé sous-préfet de Philippeville en Algérie française                                               |
| 15 avril 1960               | 28 juin 1962     | Marc Gorsse                     | Secrétaire général de la préfecture de Saône-et-Loire                                    | Nommé secrétaire général de la préfecture des Alpes-Maritimes                                         |
| 28 juin 1962                | 10 juin 1966     | Roger Ninin                     | Directeur de cabinet du délégué général à l'organisation commune des régions sahariennes | Nommé secrétaire général de la préfecture du Rhône                                                    |
|                             |                  |                                 |                                                                                          | |
| 26 décembre 1969            | 10 août 1973     | Philippe Denis                  | Sous-préfet de Cholet                                                                    | Nommé sous-préfet de Valenciennes                                                                     |
| 10 août 1973                | 5 juillet 1976   | Alfred Leroux                   | Sous-préfet de Saint-Quentin                                                             | Nommé sous-préfet d'Étampes                                                                           |
| 5 juillet 1976              | 6 juin 1978      | Yves Bonnet                     | Sous-préfet d'Arles                                                                      | Nommé sous-préfet de Dunkerque                                                                        |
|                             |                  |                                 |                                                                                          | |
|                             | 27 août 1990     | André Delahaye                  |                                                                                          | Nommé secrétaire général de la préfecture de Maine-et-Loire                                           |
| 27 août 1990                |                  | Henry Féral                     | Secrétaire général de la préfecture des Pyrénées-Orientales                              | |
|                             |                  |                                 |                                                                                          | |
|                             | 12 juin 1996     | Jean Le Naire                   |                                                                                          | Nommé préfet hors cadre chargé d'une mission de service public relevant du Gouvernement               |
| 12 juillet 1996             | 18 février 1998  | Max Camus                       | Sous-préfet de Castres                                                                   | Nommé sous-préfet de Rochefort                                                                        |
| 18 février 1998             | 3 avril 2003     | Jean-Claude Allard              | Sous-préfet de Dax                                                                       | Nommé préfet hors cadre, chargé d'une mission de service public relevant du Gouvernement              |
| 5 mai 2003                  | 6 janvier 2006   | Denis Dobo-Schoenenberg         | Secrétaire général de la préfecture des Côtes-d'Armor                                    | Nommé sous-directeur du corps préfectoral et des administrateurs civils                               |
| 6 janvier 2006              | 18 octobre 2007  | Raymond Cervelle                | Secrétaire général de la préfecture du Gard                                              | Nommé préfet hors cadre, chargé d'une mission de service public relevant du Gouvernement              |
| 11 janvier 2008             | 22 mars 2010     | Arnaud Cochet                   | Secrétaire général de la préfecture de la Corse-du-Sud                                   | Nommé secrétaire général de la préfecture de la Seine-Saint-Denis                                     |
| 15 avril 2010               | 9 janvier 2014   | Yves Husson                     | Secrétaire général de la préfecture du Morbihan                                          | Nommé préfet hors cadre, chargé d'une mission de service public relevant du Gouvernement              |
| 14 février 2014             | 31 mars 2016     | Jacques Troncy                  | Sous-préfet de Montbéliard                                                               | Nommé préfet chargé d'une mission de service public relevant du Gouvernement                          |
| 31 mars 2016                | 10 janvier 2018  | Michel Marquer                  |                                                                                          | |
| 15 mars 2018                |                  | Élisabeth Castellotti           | Sous-préfète hors classe en position de service détaché                                  | |